# Anne Blanchard
Pour les articles homonymes, voir Blanchard.
Anne Blanchard, née à Montpellier le 3 mai 1921 et morte dans la même ville le 29 juin 1998, est une historienne et universitaire française. Elle est professeure d'histoire moderne à l'Université Paul-Valéry-Montpellier de 1954 à 1987.

## Biographie
Anne Blanchard est la fille de Marcel Blanchard (1885-1965), professeur d’histoire. Elle est élève au lycée de jeunes filles de Montpellier,. Elle fait ses études d'histoire et elle est reçue à l’agrégation d’histoire-géographie en 1958. 
Elle est nommée assistante d’histoire moderne et contemporaine à la faculté des lettres et sciences humaines de Montpellier, puis elle soutient une thèse de doctorat d’État en 1976. Elle est nommée maître de conférences en 1976, puis professeure en 1979. 

## Activités de recherche
Elle est connue pour ses ouvrages sur les techniques de siège,  Vauban,, sur l'histoire militaire et dans l'étude de "l'école française de fortification". Son "Dictionnaire des ingénieurs militaires, 1691-1791" est publié en 1981. Elle obtient trois prix pour l'étude qu'elle consacre à Vauban en 1996 : le prix du Musée de l'Armée , le prix Richelieu, et en 1997 le prix du maréchal Foch décerné par l'Académie française. Anne Blanchard investit également le domaine de l'histoire des architectes et de l'architecture, ainsi que l'histoire du Languedoc. Elle laisse inachevée une biographie de Louis Nicolas de Clerville.

## Publications
- Les « ingénieurs du roi » de Louis XIV à Louis XVI. Étude du corps des fortifications, Montpellier, 1979, 635 p[3].
- Dictionnaire des ingénieurs militaires, 1691-1791, Montpellier, 1981, 786 p.
- Majorque, Languedoc et Roussillon de l'Antiquité à nos jours, 1982
- « De la place forte à la capitale provinciale; des Réformes aux Lumières XVIe et XVIIIe siècles » (avec Henri Michel) dans Histoire de Montpellier (dir. G. Cholvy), 1984
- Les Giral, architectes montpelliérains (de la terre à la pierre), Montpellier, 1988, 178 p.
- « La bonne sureté du royaume » et « Vers la ceinture de fer » in A. Corvisier (dir.), Histoire militaire de la France, t.1, 1992
- « Le corps des ingénieurs du génie. Évolution et missions. 1715-1789 » in A. Corvisier (dir.), Histoire militaire de la France, t.2, 1992
- Le Languedoc en 1789, des diocèses civils aux départements. Essai de géographie historique, in Société languedocienne de Géographie, avec Elie Pélaquier, janvier-juin 1989, fascicules 1-2, 225 p.
- Vauban, Paris, Fayard, 1996, 677 p.[9],[6]
- L'encyclopédie des rebelles, insoumis et autres révolutionnaires, avec Serge Bloch, 2009, Gallimard[10]

## Distinctions
- 1979 : prix Thérouanne de l'Académie française pour Les « ingénieurs du roi » de Louis XIV à Louis XVI. Étude du corps des fortifications[11]
- 1997 : prix du maréchal Foch de l'Académie française pour Vauban

### Fonds d'archives
- Fonds : Anne et Marcel Blanchard (1810-1998) [documents textuels, iconographiques ; 15,40 mètres].  Cote : FR-AD34 104 J 1-144. Montpellier : Archives départementales de l'Hérault (présentation en ligne).